# Ferdjioua (distrito)
Ferdjioua é um distrito localizado na província de Mila, Argélia, e cuja capital é a cidade de mesmo nome.[carece de fontes?] O distrito está dividido em duas comunas.